# 北海道の鉄道

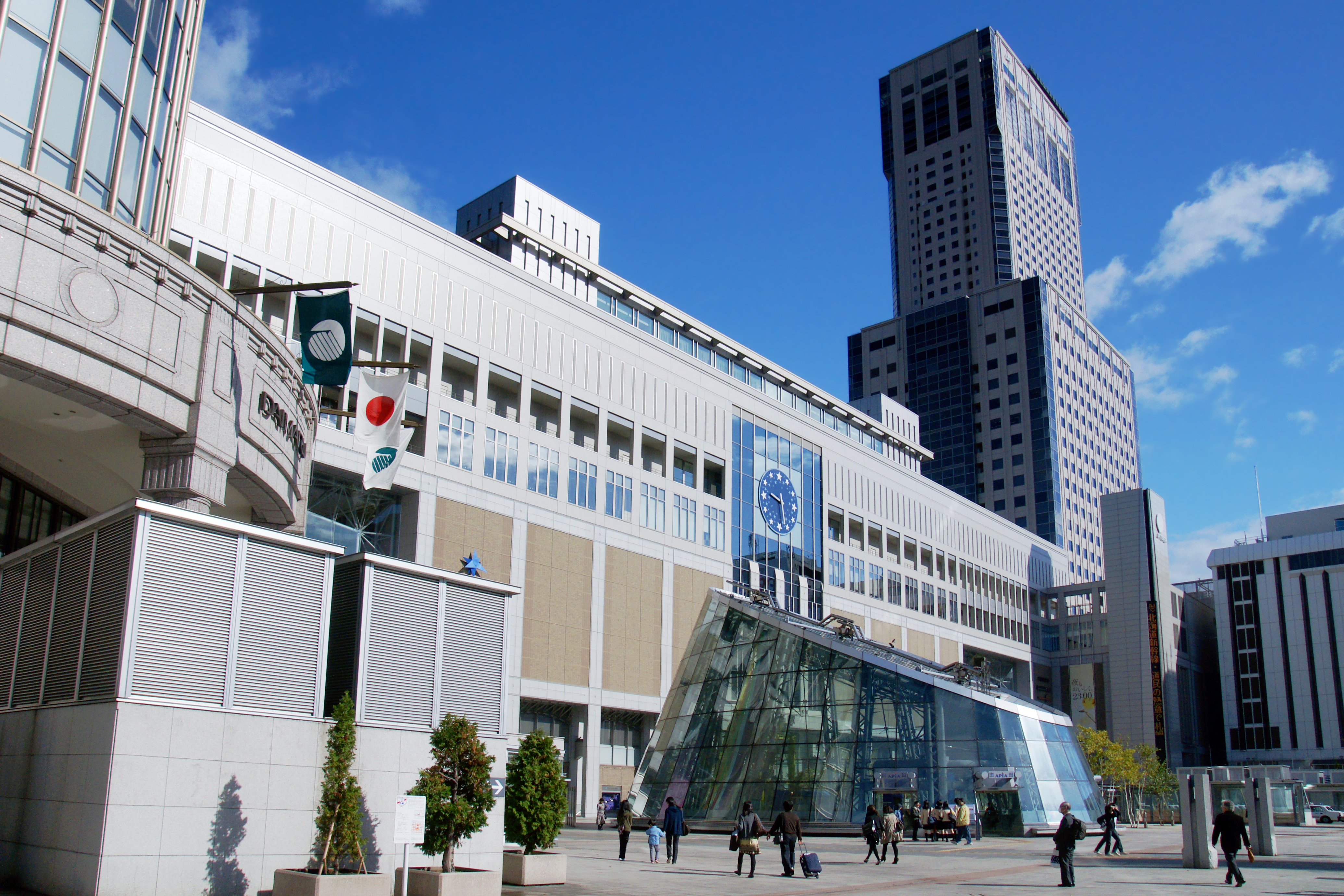
JR北海道最大の拠点駅である札幌駅

北海道の鉄道（ほっかいどうのてつどう）は、旅客輸送を行うものは北海道旅客鉄道（JR北海道）と札幌市交通局・函館市企業局交通部の3営業体によって運営される。いずれも公共交通か特殊会社である。
かつては夕張鉄道や定山渓鉄道などが存在したが、炭鉱の衰退や自動車社会への移行に伴い、全廃された。また第三セクター鉄道は、道南いさりび鉄道線のみが存在する。

## 鉄道事業者

北海道旅客鉄道
道南いさりび鉄道線
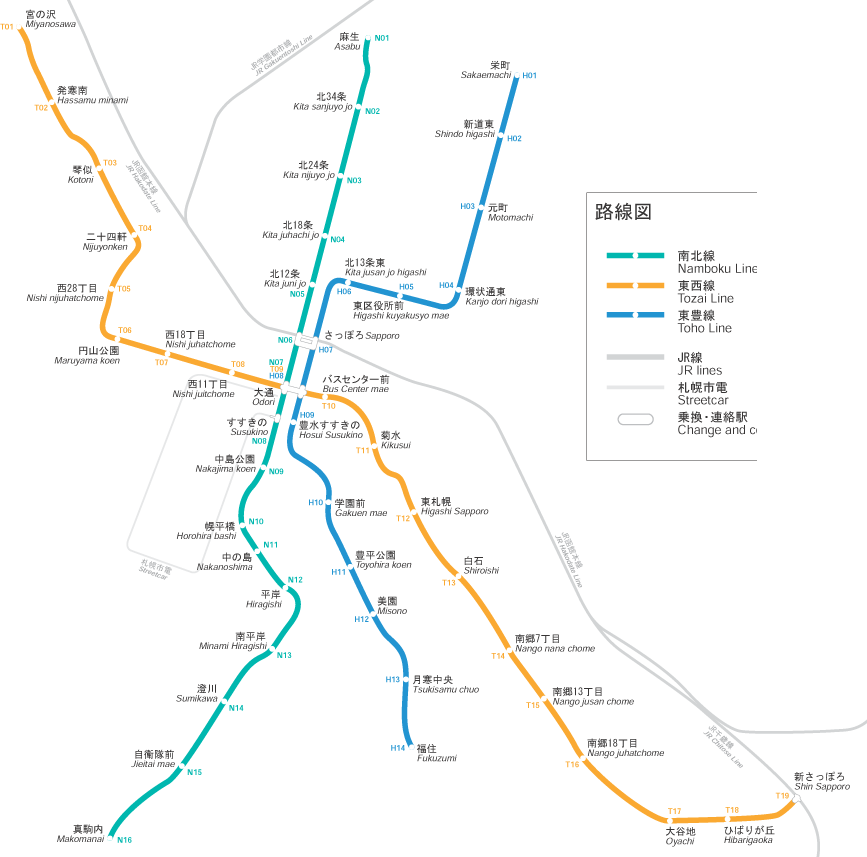
札幌市交通局:札幌市営地下鉄
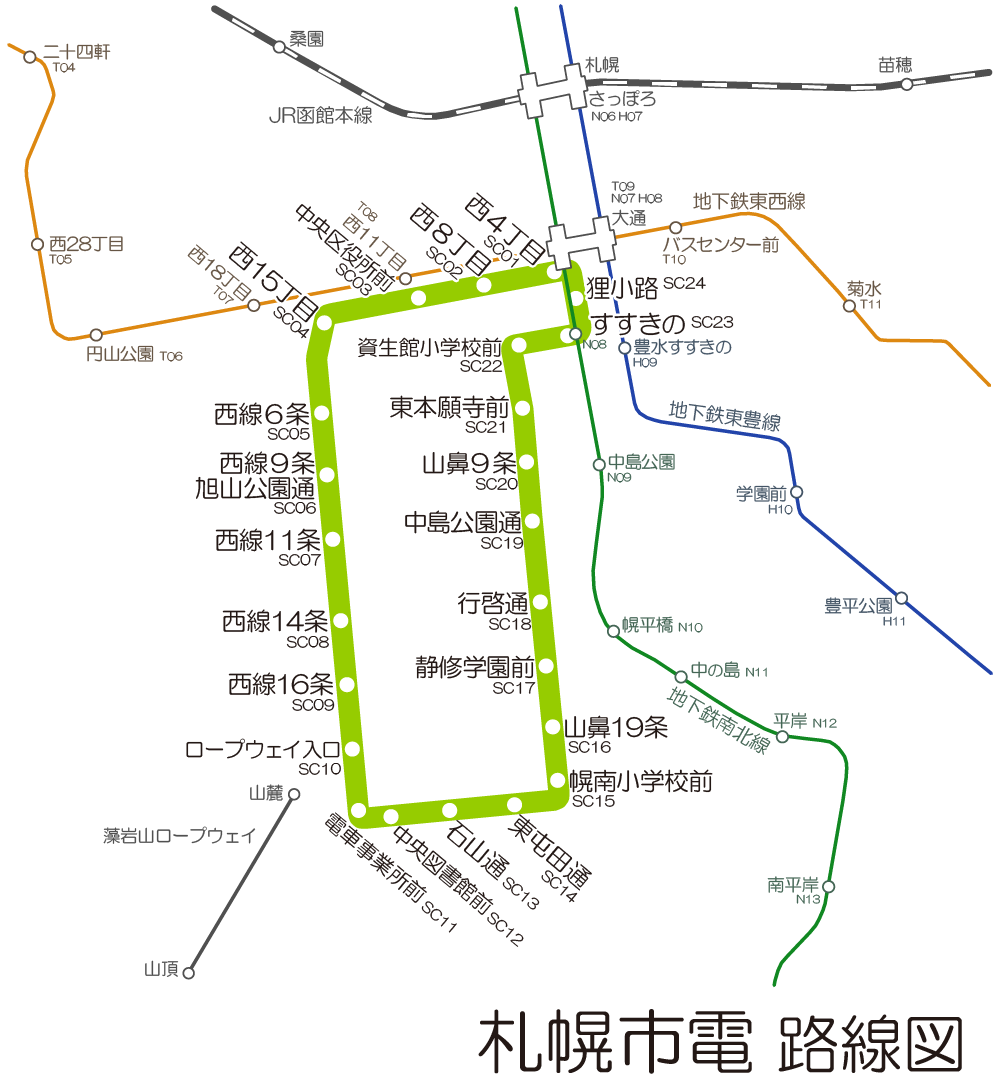
札幌市交通局:札幌市電
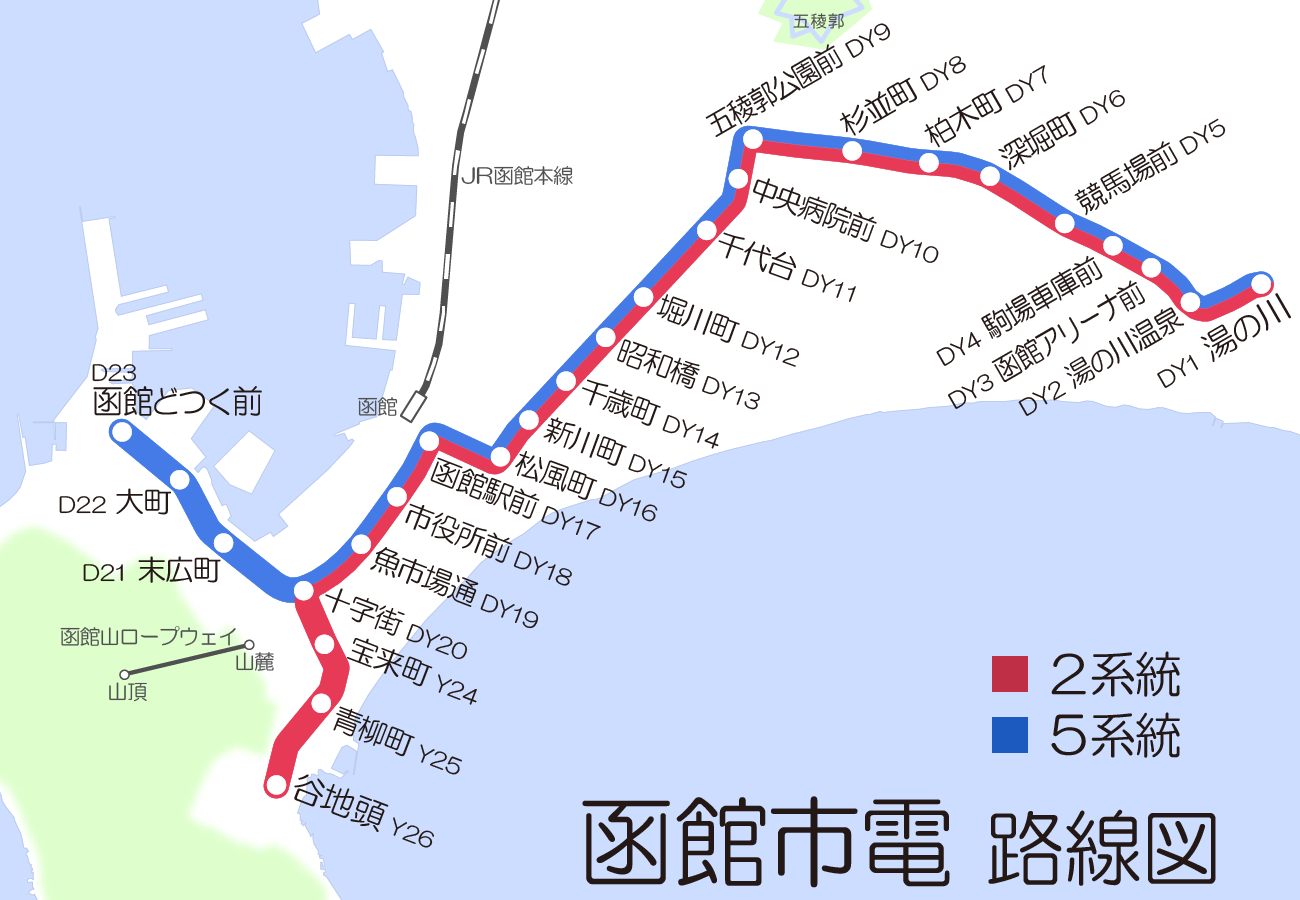
函館市企業局交通部:函館市電

## 歴史

### 発展期

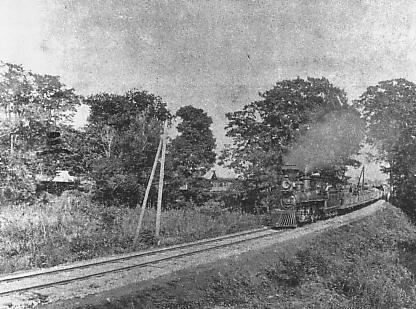
官営幌内鉄道

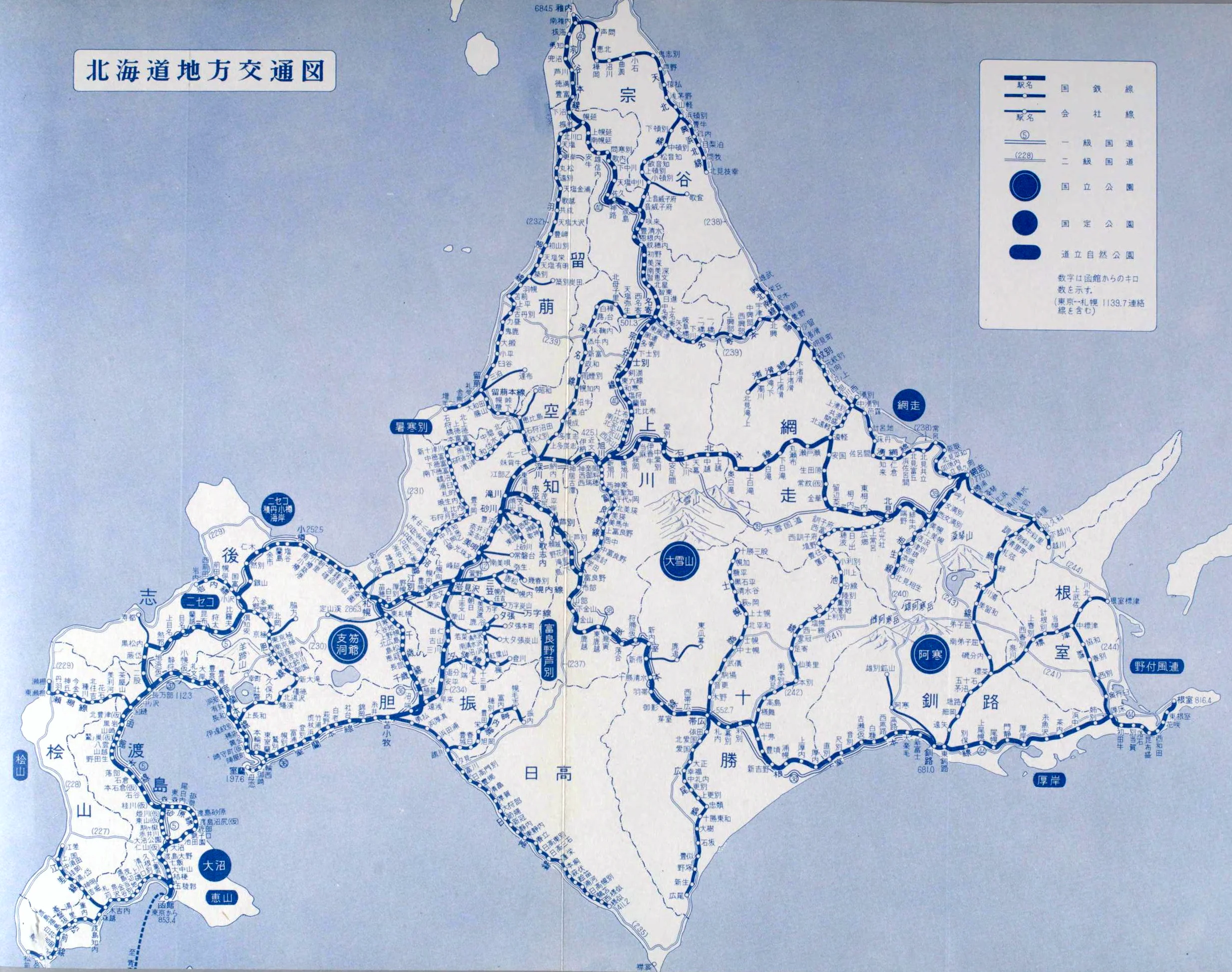
北海道 1964年の交通図

その創始は1880年開業の官営幌内鉄道である。北海道開拓使による道内の開発と、産業振興に必要な幌内炭鉱の石炭を運び出すのが目的であった。しかし営業が思わしくないため、1889年には保有路線を北海道炭礦鉄道という企業に譲り渡した。
1887年には安田財閥によって北海道で最初の私鉄である釧路鉄道が開業した。（1896年には山田銀行の不良債権の資金回収を達成したことから硫黄鉱山の採掘を終了し運行を休止した。後の釧網本線である。）
1902年に開業した北海道鉄道は一度は官営から民営へ移行する形となった。しかしそれは、1906年公布の鉄道国有法で再転換され、再度国の運営に戻された。
また、1897年には亀函馬車鉄道という馬車鉄道が函館市で開業する。都市交通機関としては既に路面電車が広まり始めていた時期であったため、やや時代遅れといえた。その後も札幌石材馬車鉄道などが開業するが、いずれも後には電車化され、現在の函館市電や札幌市電となった。
1916年北海道内の鉄道線路の延長が千マイルに達したため、記念碑(北海道鉄道記念塔)を東北海道の鉄道基点である釧路市に設置した。(当初　春採湖丘陵に設置、1972年日本の鉄道開業100年を契機に釧路市幸町旧釧路駅跡に鉄道公園を整備し移転、今に至る。）
また大正時代末頃より、開拓民の入植地における交通の便を図るため、殖民軌道と呼ばれる北海道特有の軌道輸送機関が、拓殖計画に基づいて建設された。これは後に簡易軌道と名前が改められ、1972年の浜中町営軌道廃止まで残存した。

### 炭鉱衰退後

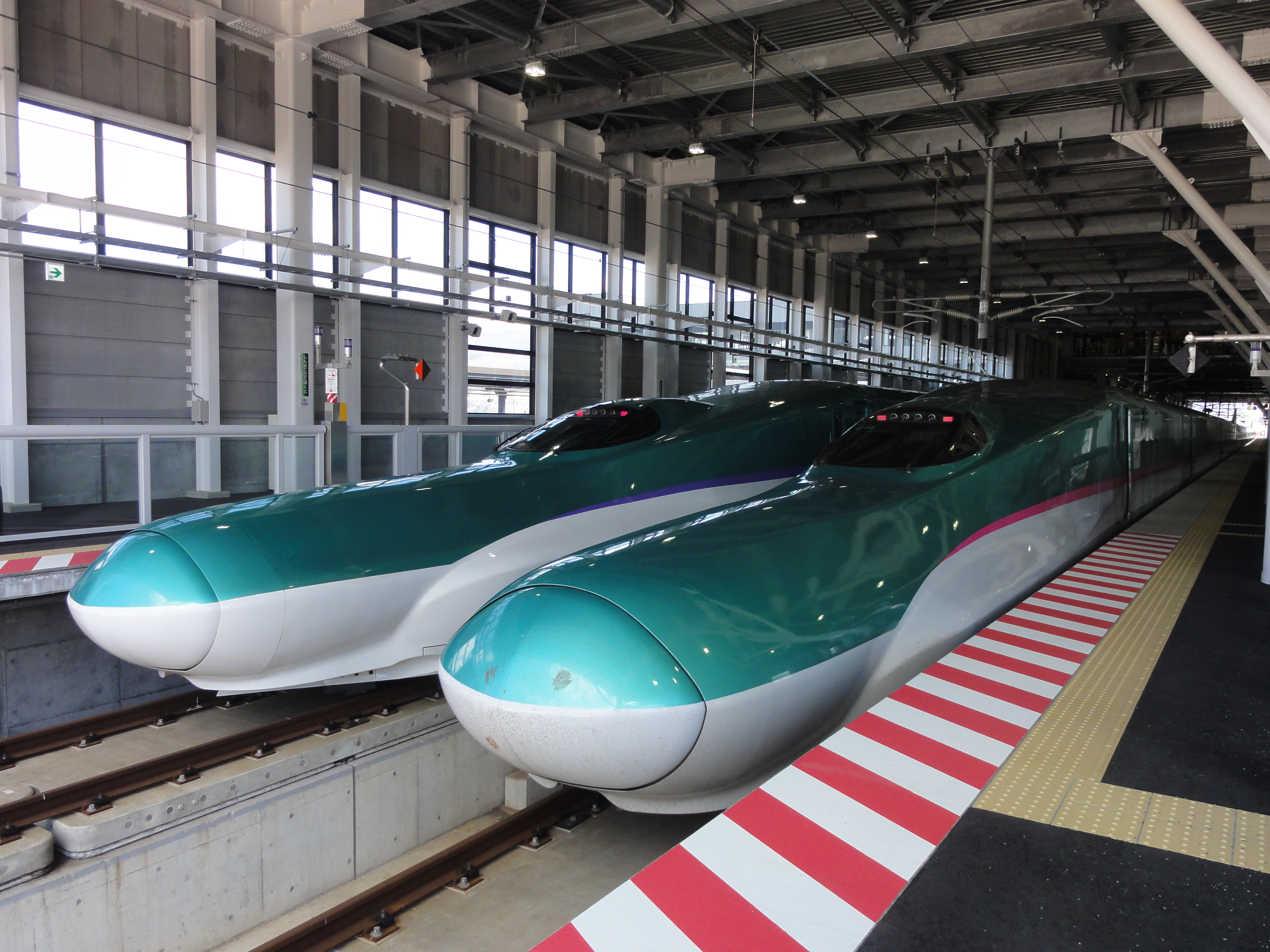
2016年に開業した北海道新幹線

北海道の面積の半分以上を占める道東・道北の人口密度が極端に低いことから、拠点間輸送が輸送の中心となった。しかし、昭和期まで続いた鉄道敷設も、後半になると自動車交通の発達（モータリゼーション）や炭鉱の衰退、過疎化などの要因によって整理が進められた。私鉄は三菱石炭鉱業大夕張鉄道線が1987年（昭和62年）に廃止されたことに伴い、旅客輸送を行うものでは消滅した。
日本国有鉄道（国鉄）の路線も、1980年代に特定地方交通線に指定された運炭路線や閑散路線を中心に、羽幌線や名寄本線などの長大線区も含めて多くが廃止となった。そのうち、池北線は道内初の第三セクター鉄道となる北海道ちほく高原鉄道として存続したが、2006年（平成18年）に廃止された。
国鉄分割民営化による北海道旅客鉄道（JR北海道）の発足以降、1988年（昭和63年）には青函トンネルが開業し、それまで青函連絡船での海上輸送を要していた北海道と本州の間が初めて地続きで結ばれた。2016年（平成28年）には青函トンネルを通る北海道新幹線が新函館北斗駅まで開業し、今後は札幌駅までの延伸が予定されている。
その一方で閑散路線の利用客減少に歯止めがかからず、2016年（平成28年）には「当社単独では維持することが困難な線区」を発表するなど、利用客の少ない駅および路線の廃止が進められている。
度重なる路線縮小の結果、管内に鉄道駅が存在しない振興局も生じており、2024年（令和6年）現在では日高振興局、檜山振興局、留萌振興局がこれに該当する。

## 関連文献
- 横平弘「北見地方における初期の鉄道路線の形成過程」『土木史研究』第13巻、土木学会、1993年、205-220頁、doi:10.2208/journalhs1990.13.205。